# Pierre Levasseur

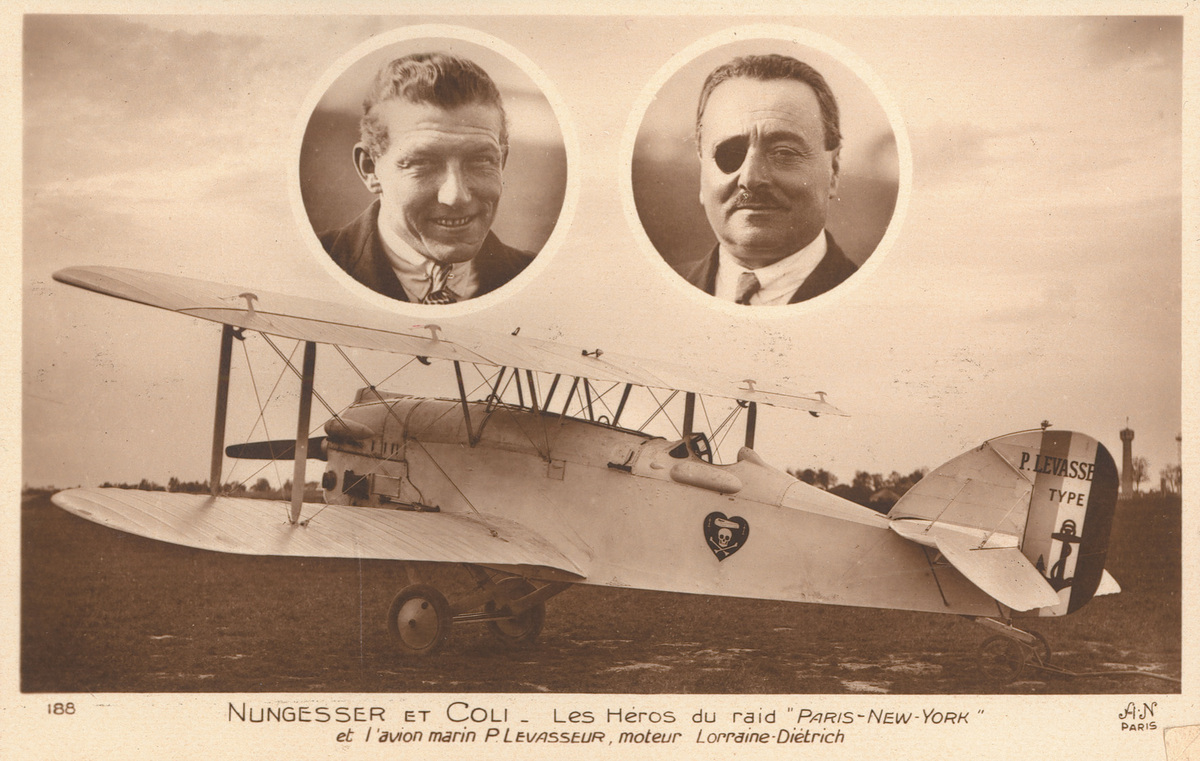
Der weiße Vogel, konzipiert von Pierre Levasseur.

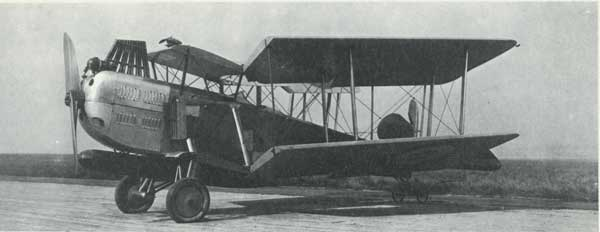
Trägerflugzeug Levasseur PL 2

Pierre Georges Albert Levasseur (* 16. Juli 1890 in Paris; † 2. August 1941 in Paris) war ein französischer Flugzeugkonstrukteur und Gründer des Unternehmens Sociéte Pierre Levasseur Aéronautique, das zwischen dem Ersten und Zweiten Weltkrieg hauptsächlich Flugzeuge für die französische Marine herstellte.

## Leben
Levasseur wurde 1890 in Paris geboren als Sohn von Edouard Louis Désiré und Ciuditta Noelie (geb. de Siebenthal) Levasseur. Sein Vater stellte Musikinstrumente her. Er hatte eine ältere Schwester Aliette Blanche Albertine (12. Januar 1883). 1918 heiratet er Henriette Jeanne Hierzig. Am 18. April 1922 wurde er in die Ehrenlegion im Rang eines Chevaliers aufgenommen. Er hatte eine Tochter Colette Levasseur.
Pierre Levasseur war der Urenkel von Étienne Levasseur, berühmter Tischler und Lackierer des 18. Jahrhunderts. Und Enkel von Eugène Levasseur, dem Gründer der Germain-Pilon-Schule in Paris.

## Firma
Pierre Levasseur gründete 1909 seine Firma. Zuerst konstruierte und baute er Propeller, 1910 begann er mit dem Bau von Flugzeugen und gründete in Juvisy eine Flugschule. 1922 war er und Georges Abrial auf dem SALON DE L'AÉRONAUTIQUE mit einem Stand vertreten. 1931 wurde aus der Firma eine Aktiengesellschaft. Die Firma wurde 1963 geschlossen.
Die PL 2 war das erste Flugzeug, das zur Ausstattung des Flugzeugträgers Béarn gehörte. Im Jahr 1927 entwickelte Levasseur für Charles Nungesser und François Coli die PL 8-01, genannt der weiße Vogel, für ihre Atlantiküberquerung.

## Gebaute Gleiter und Flugzeuge
Gleiter
- MONOPLAN LEVASSEUR-ABRIAL DE PÉGA[15]

Auswahl der Flugzeuge
- PL 1
- PL 2
- PL 3
- PL 4
- PL 5
- PL 6
- PL 7
- PL 8 „L’Oiseau Blanc“ („Weißer Vogel“)
- PL 9
- PL 10
- PL 11
- PL 12
- PL 13
- PL 14
- PL 15
- PL 101
- PL 108
- PL 154
- PL 200
- PL 400